# Grab- und Gedenkstätten des Ersten Weltkriegs (Westfront)
Das auf der 45. Sitzung 2023 in die Liste aufgenommene Welterbe „Grab- und Gedenkstätten des Ersten Weltkriegs (Westfront)“ erstreckt sich entlang der ehemaligen Westfront des Ersten Weltkrieges vom Norden Belgiens bis nach Ostfrankreich. Das Welterbe umfasst insgesamt 139 einzelne Stätten, von großen Militärfriedhöfen über Begräbnisstätten an den Schlachtfeldern und Krankenhäusern bis zu einzelnen Mahnmalen.

## Liste der Einzelstätten

### Stätten in Belgien
| Name der Stätte | Standort | Gemeinde              | Provinz      | Beschreibung | Bild                             |
| --- | -------- | --------------------- | ------------ | --- | -------------------------------- |
| Fort Loncin | Lage     | Ans                   | Lüttich      | Das Fort ist eines, bei dem zum ersten Mal in großem Umfang Stahl und Stahlbeton zum Einsatz kam. Mit den anderen Forts um Lüttich galt es als uneinnehmbar. Am Morgen des 7. August 1914 begann die deutsche Artillerie, unter anderem mit dem Einsatz der Dicken Bertha, mit dem Beschuss, so dass die Besatzung des Forts am Abend kapitulierte. |                                  |
| Die Kriegsgräberfelder auf dem Friedhof von Robermont                                                                             | Lage     | Lüttich               | Lüttich      | | Kriegsgräberfelder von Robermont |
| Französischer Militärfriedhof „du Plateau“                                                                                        | Lage     | Tintigny              | Luxemburg    | |                                  |
| Französischer Militärfriedhof l’Orée de la Forêt                                                                                  | Lage     | Tintigny              | Luxemburg    | |                                  |
| Französisch-Deutscher Soldatenfriedhof von Radan                                                                                  | Lage     | Tintigny              | Luxemburg    | |                                  |
| Denkmal für die Opfer des Massakers von Tamines                                                                                   | Lage     | Sambreville           | Namur        | |                                  |
| Französischer Militärfriedhof in la Belle Motte                                                                                   | Lage     | Fosses-la-Ville       | Namur        | |                                  |
| Commonwealth-Deutscher Soldatenfriedhof in Saint-Symphorien                                                                       | Lage     | Mons                  | Hennegau     | Der Friedhof wurde nach der Schlacht bei Mons angelegt, um die gefallenen deutschen und britischen Soldaten zu begraben. Bis zum Kriegsende blieb der Friedhof unter deutsche Kontrolle um nach dem Krieg in die Hände der Imperial (jetzt Commonwealth) War Graves Commission überzugehen. Auf dem Friedhof liegt der erste getötete britische Soldat der Westfront als auch zwei kanadische Soldaten, von denen es heißt, sie seien die letzten gefallenen Soldaten des Commonwealth des Ersten Weltkriegs |                                  |
| Soldatenfriedhof des Commonwealth „Hyde Park Corner Cemetery“                                                                     | Lage     | Comines-Warneton      | Hennegau     | |                                  |
| Soldatenfriedhof des Commonwealth und Denkmal der Vermissten „Berks Cemetery Extension“ und „Ploegsteert Memorial to the Missing“ | Lage     | Comines-Warneton      | Hennegau     | |                                  |
| Soldatenfriedhof des Commonwealth „Strand Military Cemetery“                                                                      | Lage     | Comines-Warneton      | Hennegau     | |                                  |
| Soldatenfriedhof des Commonwealth „Prowse Point Military Cemetery“                                                                | Lage     | Comines-Warneton      | Hennegau     | Dieser zwischen November 1914 und April 1918 genutzte Friedhof ist einzigartig, ist er nach einem Individuum, Major Charles Prowse, benannt. Der Friedhof wurde von William Harrison Cowlishaw gestaltet. |                                  |
| Soldatenfriedhof des Commonwealth „Mud Corner Cemetery“                                                                           | Lage     | Comines-Warneton      | Hennegau     | Nach der Einnahme von Messines am 7. Juni 1917 wurden auf diesem Friedhof bis zum Dezember 1917 australische und neuseeländische Gefallene beerdigt. |                                  |
| Soldatenfriedhof des Commonwealth „Toronto Avenue Cemetery“                                                                       | Lage     | Comines-Warneton      | Hennegau     | Auf diesem Friedhof sind die Gefallenen der 9th Brigade (3rd Australian Division), die in der Schlacht bei Messines zwischen dem 7. und 10. Juni 1917 fielen, bestattet. |                                  |
| Soldatenfriedhof des Commonwealth „Ploegsteert Wood Military Cemetery“                                                            | Lage     | Comines-Warneton      | Hennegau     | Mehrere kleine Regimentsfriedhöfen bilden heute den Ploegsteert Wood Military Cemetery. Die ersten Gefallen wurden hier 1914 begraben. Im Juli bis August 1917, mit Gefallenen der New Zealand Division, die Letzten. Die Anlage wurde von William Harrison Cowlishaw gestaltet. |                                  |
| Soldatenfriedhof des Commonwealth „Rifle House Cemetery“                                                                          | Lage     | Comines-Warneton      | Hennegau     | Bereits 1914 wurden auf dem Friedhof die ersten Gefallenen, Angehörige des 1st Rifle Brigade, begraben. 1916 dann die Letzten. 230 Gefallene des Ersten Weltkriegs liegen hier begraben. Der Friedhof wurde von William Harrison Cowlishaw gestaltet. |                                  |
| Commonwealth monument to the missing „Nieuport Memorial“                                                                          | Lage     | Nieuport              | Westflandern | |                                  |
| Deutscher Soldatenfriedhof Vladslo                                                                                                | Lage     | Diksmuide             | Westflandern | |                                  |
| Krypta des Yserturm | Lage     | Diksmuide             | Westflandern | |                                  |
| Belgischer Militärfriedhof in Oeren                                                                                               | Lage     | Alveringem            | Westflandern | |                                  |
| Belgischer Militärfriedhof in Houthulst                                                                                           | Lage     | Houthulst             | Westflandern | |                                  |
| Deutscher Soldatenfriedhof Langemark                                                                                              | Lage     | Langemark-Poelkapelle | Westflandern | Mehr als 44.000 deutsche Soldaten, die in der Flandernschlacht 1914 fielen, sind auf diesem Friedhof begraben. Das Gemeinschaftsgrab in dem 24.917 Gefallene liegen, ist das größte auf einem deutschen Soldatenfriedhof. |                                  |
| Kanadisches Nationaldenkmal „The Brooding Soldier“                                                                                | Lage     | Langemark-Poelkapelle | Westflandern | |                                  |
| Soldatenfriedhof des Commonwealth „Tyne Cot Cemetery“ und Denkmal der Vermissten des Commonwealth „Tyne Cot Memorial“             | Lage     | Zonnebeke             | Westflandern | |                                  |
| Soldatenfriedhof des Commonwealth „Polygon Wood Cemetery“                                                                         | Lage     | Zonnebeke             | Westflandern | Das Waldstück um den Friedhof hat eine sehr wechselvolle Geschichte, verschob sich hier zwischen 1914 und 1917 die Frontlinie mehrere Male. Erst nach dem Waffenstillstand von Compiègne wurde der Friedhof angelegt und nahezu alle Gefallenen, die um Zonnebeke ihr Leben ließen, wurden hier begraben. | Polygon Wood Cemetery            |
| Soldatenfriedhof des Commonwealth „Buttes New British Cemetery“                                                                   | Lage     | Zonnebeke             | Westflandern | Wie der Polygon Wood Cemetry wurde auch dieser Friedhof erst nach dem Waffenstillstand angelegt und die Gefallenen der Schlachten aus der Umgebung wurde hier begraben. |                                  |
| Soldatenfriedhof des Commonwealth „Essex Farm Cemetery“                                                                           | Lage     | Ypern                 | Westflandern | |                                  |
| Soldatenfriedhof des Commonwealth „Welsh Cemetery (Caesar’s Nose)“                                                                | Lage     | Ypern                 | Westflandern | |                                  |
| Soldatenfriedhof des Commonwealth „No Man’s Cot Cemetery“                                                                         | Lage     | Ypern                 | Westflandern | |                                  |
| Soldatenfriedhof des Commonwealth „Track X Cemetery“                                                                              | Lage     | Ypern                 | Westflandern | |                                  |
| Soldatenfriedhof des Commonwealth „Buff’s Road Cemetery“                                                                          | Lage     | Ypern                 | Westflandern | |                                  |
| Französischer Soldatenfriedhof „Saint-Charles de Potyze“                                                                          | Lage     | Ypern                 | Westflandern | |                                  |
| Commonwealth-Denkmal der Vermissten „Menenpoort“                                                                                  | Lage     | Ypern                 | Westflandern | | Menenpoort Ypern                 |
| Soldatenfriedhof des Commonwealth „Bedford House Cemetery“                                                                        | Lage     | Ypern                 | Westflandern | |                                  |
| Soldatenfriedhof des Commonwealth „Larch Wood Cemetery“                                                                           | Lage     | Ypern                 | Westflandern | |                                  |
| Soldatenfriedhof des Commonwealth „Woods Cemetery“                                                                                | Lage     | Ypern                 | Westflandern | |                                  |
| Soldatenfriedhof des Commonwealth „1st D.C.L.I. Cemetery, The Bluff“                                                              | Lage     | Ypern                 | Westflandern | |                                  |
| Soldatenfriedhof des Commonwealth „Hedge Row Trench Cemetery“                                                                     | Lage     | Ypern                 | Westflandern | |                                  |
| Französisches Beinhaus Kemmelberg                                                                                                 | Lage     | Heuvelland            | Westflandern | |                                  |
| Soldatenfriedhof des Commonwealth „Spanbroekmolen British Cemetery“                                                               | Lage     | Heuvelland            | Westflandern | |                                  |
| Soldatenfriedhof des Commonwealth „Lone Tree Cemetery“                                                                            | Lage     | Heuvelland            | Westflandern | |                                  |
| Irisches Denkmal „Island of Ireland Peace Tower“                                                                                  | Lage     | Mesen                 | Westflandern | |                                  |
| Soldatenfriedhof des Commonwealth „Lijssenthoek military cemetery“                                                                | Lage     | Poperinge             | Westflandern | |                                  |

### Stätten in Frankreich
| Name der Stätte | Standort | Gemeinde                                         | Departement        | Beschreibung | Bild                                       |
| --- | -------- | ------------------------------------------------ | ------------------ | --- | ------------------------------------------ |
| Soldatenfriedhof des Commonwealth „Fromelles (Pheasant Wood) Military Cemetery“ | Lage     | Fromelles                                        | Nord               | |                                            |
| Soldatenfriedhof des Commonwealth & Australisches Denkmal „V.C. Corner Australian Cemetery and Memorial“ | Lage     | Fromelles                                        | Nord               | |                                            |
| Soldatenfriedhof des Commonwealth & Denkmal “Louverval Military Cemetery” & “Cambrai Memorial” | Lage     | Doignies                                         | Nord               | |                                            |
| Deutscher Soldatenfriedhof la Route de Solesmes & Soldatenfriedhof des Commonwealth „Cambrai East Military Cemetery“ | Lage     | Cambrai                                          | Nord               | |                                            |
| La nécropole nationale d’Assevent & Deutscher Soldatenfriedhof in Assevent | Lage     | Assevent                                         | Nord               | |                                            |
| Soldatenfriedhof des Commonwealth „Le Quesnoy communal Cemetery extension“ | Lage     | Le Quesnoy                                       | Nord               | |                                            |
| Indisches Denkmal „Neuve Chapelle Memorial“ | Lage     | Richebourg                                       | Pas-de-Calais      | Dieses Denkmal erinnert an die indischen und nepalesischen Soldaten, die im Dienst der Britisch-Indischen Armee im Ersten Weltkrieg fielen. Der Standort wurde auf Grund der Teilnahme der indischen und nepalesischen Soldaten an der Schlacht von Neuve-Chapelle gewählt. |                                            |
| Portugiesischer Soldatenfriedhof von Richebourg-l’Avoué | Lage     | Richebourg                                       | Pas-de-Calais      | Die meisten portugiesischen Gefallenen liegen auf diesem Friedhof. Dazu wurden die Soldaten zwischen 1924 und 1938 von anderen Friedhöfen in Frankreich hierher zusammengelegt. Aus Belgien und Deutschland wurden portugiesische Kriegsgefangene hierher umgebettet. |                                            |
| Kanadisches Nationaldenkmal „Vimy Memorial“ | Lage     | Givenchy-en-Gohelle                              | Pas-de-Calais      | Das Canadian National Vimy Memorial ist eine Gedenkstätte in Frankreich, die den im Ersten Weltkrieg Gefallenen des Canadian Expeditionary Force gewidmet ist. |                                            |
| Soldatenfriedhof des Commonwealth „Canadian Cemetery n°2“ | Lage     | Neuville-Saint-Vaast                             | Pas-de-Calais      | Der Friedhof wurde nach der erfolgreichen Erstürmung von Vimy Ridge (Schlacht bei Arras) am 9. April 1917 angelegt, und einige der auf dem Friedhof Beigesetzten fielen in dieser Schlacht oder starben an den dort erlittenen Wunden. | Canadian Cemetery No 2                     |
| Soldatenfriedhof des Commonwealth „Givenchy Road Canadian Cemetery“ | Lage     | Neuville-Saint-Vaast                             | Pas-de-Calais      | Wie auf den Canadia Cemetery n°2 liegen auch die kanadische Gefallene der Schlacht bei Arras. |                                            |
| Soldatenfriedhof des Commonwealth „Lichfield Crater“ | Lage     | Thelus                                           | Pas-de-Calais      | Der Lichfield-Krater war einer von zwei Minenkratern die 1917 für die Bestattung der auf dem Schlachtfeld von Vimy gefundenen Leichen genutzt wurden. Der Krater ist im Wesentlichen ein Massengrab und alle hier begrabenen Männer starben am 9. oder 10. April 1917 in der Schlacht bei Arras. |                                            |
| La nécropole nationale de Neuville-Saint-Vaast La Targette & Soldatenfriedhof des Commonwealth „La Targette British Cemetery“                                                                                             | Lage     | Neuville-Saint-Vaast                             | Pas-de-Calais      | |                                            |
| Deutscher Soldatenfriedhof la Maison Blanche | Lage     | Neuville-Saint-Vaast                             | Pas-de-Calais      | Der zwischen 1919 und 1923 von französischen Behörden angelegte Friedhof ist mit 44.888 Kriegstoten der größte deutsche Soldatenfriedhof des Ersten Weltkriegs in Frankreich. |                                            |
| Tschechoslowakischer Militärfriedhof Neuville-Saint-Vaast | Lage     | Neuville-Saint-Vaast                             | Pas-de-Calais      | |                                            |
| Nécropole nationale Notre-Dame-de-Lorette | Lage     | Ablain-Saint-Nazaire                             | Pas-de-Calais      | Mit über 40.000 hier begrabenen Soldaten ist „Notre Dame de Lorette“ der größte französische Militärfriedhof der Welt. Obwohl die überwiegende Anzahl Gefallener aus dem Ersten Weltkrieg stammt, liegen auch Tote aus dem Zweiten Weltkrieg, dem Indochinakrieg und dem Algerienkrieg hier begraben. |                                            |
| Soldatenfriedhof des Commonwealth & Denkmäler “Faubourg D’amiens Cemetery”, “Arras Memorial” and “Arras Flying Services Memorial”                                                                                         | Lage     | Arras                                            | Pas-de-Calais      | | Arras Flying Services Memorial             |
| Soldatenfriedhof des Commonwealth & Denkmal “Dud Corner Cemetery” and “Loos Memorial” | Lage     | Loos-en-Gohelle                                  | Pas-de-Calais      | | Dud Corner Cemetery                        |
| Soldatenfriedhof des Commonwealth „Etaples Military Cemetery“ | Lage     | Etaples-sur-Mer                                  | Pas-de-Calais      | | Etaples Military Cemetery                  |
| Soldatenfriedhof des Commonwealth „Wimereux communal cemetery“ | Lage     | Wimereux                                         | Pas-de-Calais      | | Wimereux Communal Cemetery                 |
| Commonwealth Gedenkstätte „Beaumont Hamel (Newfoundland) Memorial“ & „29th Division Memorial“, Commonwealth Gedenkpark „Beaumont Hamel (Newfoundland) Gedenkpark“ & Soldatenfriedhof des Commonwealth „Hunter’s Cemetery“ | Lage     | Beaumont-Hamel / Auchonvillers                   | Somme              | |                                            |
| Soldatenfriedhof des Commonwealth „Mill Road Cemetery“ | Lage     | Thiepval                                         | Somme              | | Mill Road Cemetery                         |
| Commonwealth Monument der Vermissten „Thiepval-Denkmal“ & Französischer-Soldatenfriedhof des Commonwealth „Thiepval Anglo-Französischer Friedhof“                                                                         | Lage     | Thiepval / Authuille                             | Somme              | |                                            |
| Soldatenfriedhof des Commonwealth & Denkmal “Pozières British Cemetery” & “Pozières Memorial” | Lage     | Ovillers-La-Boiselle                             | Somme              | | Pozieres British Cemetery                  |
| Südafrikanisches Nationaldenkmal “The South Africa (Delville Wood) national memorial” und Soldatenfriedhof des Commonwealth “Delville Wood Cemetery”                                                                      | Lage     | Longueval                                        | Somme              | | Delville Wood Cemetery                     |
| Französischer Soldatenfriedhof & Kapelle der Vereinigung „Souvenir Français“ | Lage     | Rancourt / Bouchavesnes-Bergen                   | Somme              | | Nécropole nationale de Rancourt            |
| Soldatenfriedhof des Commonwealth „Rancourt Military Cemetery“ | Lage     | Bouchavesnes-Bergen                              | Somme              | | Rancourt Military Cemetery                 |
| Deutscher Soldatenfriedhof in Rancourt | Lage     | Rancourt                                         | Somme              | | Deutscher Soldatenfriedhof in Rancourt     |
| Australisches Nationaldenkmal „Villers-Bretonneux Memorial“ & Soldatenfriedhof des Commonwealth „Villers-Bretonneux Military Cemetery“                                                                                    | Lage     | Fouilloy                                         | Somme              | | Australisches Nationaldenkmal              |
| Soldatenfriedhof des Commonwealth „Noyelles-sur-mer Chinese Cemetery“ & Chinesisches Denkmal „Noyelles-sur-mer Chinese Memorial“                                                                                          | Lage     | Noyelles-sur-Mer                                 | Somme              | | Chinesischer Friedhof                      |
| Soldatenfriedhof des Commonwealth „Louvencourt Military Cemetery“ | Lage     | Louvencourt                                      | Somme              | | Louvencourt Military Cemetery              |
| La nécropole nationale de Cuts | Lage     | Cuts                                             | Oise               | |                                            |
| La nécropole nationale de Thiescourt & Deutscher Soldatenfriedhof in Thiescourt | Lage     | Thiescourt                                       | Oise               | |                                            |
| La nécropole nationale de Compiègne-Royallieu | Lage     | Compiègne                                        | Oise               | |                                            |
| Amerikanischer Soldatenfriedhof und Gedenkstätte „Aisne-Marne American Cemetery and Memorial“ | Lage     | Belleau                                          | Aisne              | | Aisne-Marne American Cemetery and Memorial |
| Deutscher Soldatenfriedhof in Saint-Quentin & Deutsch-Französisches Denkmal von Saint-Quentin | Lage     | Saint-Quentin                                    | Aisne              | |                                            |
| Deutscher Soldatenfriedhof in Veslud | Lage     | Veslud                                           | Aisne              | | Deutscher Soldatenfriedhof Veslud          |
| Nécropole nationale de Le Sourd & Deutscher Soldatenfriedhof in Le Sourd | Lage     | Leme                                             | Aisne              | | Soldatenfriedhof in Le Sourd               |
| La nécropole nationale d’Effry | Lage     | Effry                                            | Aisne              | |                                            |
| Dänischer Soldatenfriedhof in Braine | Lage     | Braine                                           | Aisne              | |                                            |
| Nécropole nationale de Cerny-en-Laonnois, Deutscher Soldatenfriedhof in Cerny-en-Laonnois und Gedächtniskapelle in Chemin des Dames                                                                                       | Lage     | Cerny-en-Laonnois                                | Aisne              | |                                            |
| La nécropole nationale de Craonnelle | Lage     | Craonelle                                        | Aisne              | |                                            |
| Französisches Denkmal „Les fantômes“ | Lage     | Oulchy-le-Château                                | Aisne              | | Les fantômes                               |
| Nécropole nationale „La Grande Tombe de Villeroy“ | Lage     | Chauconin-Neufmontiers                           | Seine-et-Marne     | | Grande Tombe de Villeroy                   |
| Französisches Denkmal der Marneschlacht | Lage     | Dormans                                          | Marne              | |                                            |
| Italienischer Soldatenfriedhof of “Bligny” | Lage     | Chambrecy                                        | Marne              | |                                            |
| Russischer Soldatenfriedhof and chapel of Saint-Hilaire-le-Grand | Lage     | Saint-Hillaire-le-Grand                          | Marne              | |                                            |
| Nécropole nationale, Deutscher Soldatenfriedhof & Polnischer Soldatenfriedhof „le Bois du Puits“ | Lage     | Aubérive                                         | Marne              | |                                            |
| Französischer Gemeindefriedhof & Kapelle Mondement-Montgivroux | Lage     | Mondement-Montgivroux                            | Marne              | |                                            |
| Nécropole nationale & Deutscher Soldatenfriedhof la Crouée | Lage     | Souain-Perthes-lès-Hurlus                        | Marne              | Auf dem deutschen Gräberfeld der Nekropole ruhen 5359 deutsche Gefallene des Krieges 1914–1918. |                                            |
| La nécropole nationale de Souain-Perthes-lès-Hurlus – L’Opéra | Lage     | Souain-Perthes-lès-Hurlus                        | Marne              | |                                            |
| La nécropole nationale de Souain-Perthes-lès-Hurlus – La Ferme des Wacques | Lage     | Souain-Perthes-lès-Hurlus                        | Marne              | |                                            |
| Nécropole nationale de monument-ossuary der Französischen Fremdenlegion (Henri Fansworth) | Lage     | Souain-Perthes-lès-Hurlus                        | Marne              | |                                            |
| Nécropole nationale de Navarin: Denkmal der Gefallenen der Armeen der Champagne | Lage     | Souain-Perthes-lès-Hurlus                        | Marne              | |                                            |
| Deutscher Soldatenfriedhof in Chestres & Nécropole nationale de Chestres | Lage     | Vouziers / Chestres                              | Ardennes           | |                                            |
| Deutsches Denkmal auf dem Saint-Charles Friedhof | Lage     | Sedan                                            | Ardennes           | |                                            |
| Denkmal der Toten des 11. November 1918 in Vrigne-Meuse | Lage     | Vrigne-Meuse                                     | Ardennes           | |                                            |
| Nécropole nationale de Saint-Thomas en Argonne & Nécropole nationale de monument-ossuary of la Gruerie | Lage     | Vienne-le-Chateau / Saint-Thomas-en-Argonne      | Marne              | |                                            |
| La nécropole nationale de Vienne-le-Château La Harazée | Lage     | Vienne-le-Château                                | Marne              | |                                            |
| Deutscher Soldatenfriedhof in Apremont | Lage     | Apremont                                         | Ardennes           | |                                            |
| Französisches Denkmal-Beinhaus von Haute Chevauchée | Lage     | Lachalade                                        | Meuse              | | Monument-ossuary of Haute-Chevauchée       |
| La nécropole nationale La Forestière à Lachalade | Lage     | Lachalade                                        | Meuse              | |                                            |
| Amerikanischer Soldatenfriedhof und Denkmal „Meuse-Argonne American Cemetery and Memorial“ | Lage     | Romagne-sous-Montfaucon                          | Meuse              | |                                            |
| La nécropole nationale la Maize | Lage     | Vauquois                                         | Meuse              | | Vauquois cimetière militaire français      |
| Beinhaus von Douaumont, Nécropole nationale, Israelisches Denkmal & Muslimisches Denkmal von Douaumont | Lage     | Douaumont / Fleury-devant-Douaumont              | Meuse              | |                                            |
| Fort Douaumont | Lage     | Douaumont                                        | Meuse              | |                                            |
| Französische Grabsteine der Exekutierten von Fleury-devant-Douaumont | Lage     | Fleury-devant-Douaumont                          | Meuse              | |                                            |
| Tranchée des Baïonnettes | Lage     | Douaumont                                        | Meuse              | |                                            |
| La nécropole nationale de Verdun – Faubourg-Pavé | Lage     | Verdun                                           | Meuse              | |                                            |
| Deutscher Soldatenfriedhof Consenvoye | Lage     | Consenvoye                                       | Meuse              | Der deutsche Soldatenfriedhof Consenvoye wurde 1920 von den französischen Militärbehörden als Sammelfriedhof angelegt. Hierher wurden deutsche Tote umgebettet, die während der ersten Kämpfe im August 1914, während des Stellungskrieges zwischen den Großkampftagen und während der Schlachten um Verdun im Jahre 1916, im Sommer 1917 und im September/Oktober 1918 in provisorischen Grabstätten beigesetzt worden waren. Noch bis zu Beginn des Zweiten Weltkriegs wurden hier Soldaten bestattet, deren Leichen auf den ehemaligen Schlachtfeldern gefunden wurden.                                                                                       |                                            |
| La nécropole nationale Le Trottoir Les Éparges | Lage     | Les Èparges                                      | Meuse              | |                                            |
| Deutscher Soldatenfriedhof Gobessart | Lage     | Saint-Mihiel                                     | Meuse              | Vor allem 1914 und 1915 im Frontabschnitt bei Saint-Mihiel gefallene deutsche Soldaten sind hier bestattet, nachdem diese nach dem Krieg aus kleineren Friedhöfen der Umgebung hierher umgebettet wurden. |                                            |
| Amerikanischer Soldatenfriedhof & Denkmal „St. Mihiel American Cemetery and Memorial“ | Lage     | Thiaucourt-Regnieville                           | Meurthe-et-Moselle | |                                            |
| Soldatenfriedhof Gerbeviller | Lage     | Gerbéviller                                      | Meurthe-et-Moselle | 1920 als Sammelfriedhof für die vorwiegend in der „Schlacht in Lothringen“ Gefallenen angelegt. |                                            |
| La nécropole nationale de Pierrepont | Lage     | Pierrepont                                       | Meurthe-et-Moselle | |                                            |
| Deutscher Soldatenfriedhof Pierrepont | Lage     | Pierrepont                                       | Meurthe-et-Moselle | Der Friedhof wurde bereits im Herbst 1914 für die Toten aus der Zeit des deutschen Vormarsches, insbesondere der Grenzschlacht zwischen dem 22. und 25. August 1914, angelegt. Da Pierrepont Etappen- und Lazarettort war, fanden während des weitern Verlaufs des Krieges Beisetzungen statt. |                                            |
| La nécropole nationale de Riche | Lage     | Riche                                            | Moselle            | |                                            |
| Deutscher Soldatenfriedhof in l’Hellenwald | Lage     | Morhange                                         | Moselle            | |                                            |
| La nécropole nationale de Cutting L’Espérance | Lage     | Cutting                                          | Moselle            | |                                            |
| Französischer Kriegsgefangenenfriedhof in Sarrebourg | Lage     | Sarrebourg                                       | Moselle            | |                                            |
| Nécropole nationale de Chambière | Lage     | Metz                                             | Moselle            | |                                            |
| La nécropole nationale de Lagarde | Lage     | Lagarde                                          | Moselle            | Auf dem 1914 angelegten Friedhof ruhen die Soldaten, die in der Schlacht von Lagarde (11. August 1914) gefallen sind. Hier erinnert ein Denkmal an die schweren Verluste, die die Männer des 40. und 58. Infanterieregiments erlitten. |                                            |
| Deutscher Soldatenfriedhof in Lagarde | Lage     | Lagarde                                          | Moselle            | Die beiden Kriegsgräberstätten in Lagarde wurden von der deutschen Truppe nach ersten heftigen Kämpfen um den Ort am 11. und 12. August 1914 angelegt. |                                            |
| La nécropole nationale de Ban-de-Sapt | Lage     | Ban-de-Sapt                                      | Vosges             | |                                            |
| La nécropole nationale de Saint-Benoît-la-Chipotte | Lage     | Saint-Benoit-la-Chipotte                         | Vosges             | |                                            |
| La nécropole nationale Les Tiges à Saint-Dié des Vosges | Lage     | Saint-Die-des-Vosges                             | Vosges             | |                                            |
| La nécropole nationale du Col de Wettstein à Orbey | Lage     | Orbey                                            | Haut-Rhin          | |                                            |
| Deutscher Soldatenfriedhof in Hohrod-Bärenstall | Lage     | Orbey / Horhod                                   | Haut-Rhin          | |                                            |
| Deutscher Soldatenfriedhof in Kahm | Lage     | Lapoutroie                                       | Haut-Rhin          | |                                            |
| La nécropole nationale du Carrefour Duchesne à Orbey | Lage     | Orbey / Le Bonhomme                              | Haut-Rhin          | |                                            |
| Nécropole nationale de le Silberloch, Französisches Nationaldenkmal & Krypta von Hartmannswillerkopf | Lage     | Hartmannswiller / Wattwiller / Wuenheim / Soultz | Haut-Rhin          | |                                            |
| Deutscher Soldatenfriedhof der Ulanen | Lage     | Hartmannswiller                                  | Haut-Rhin          | Zwischen dem 26. Dezember 1914 und dem 9. Januar 1916 wechselten sich deutsche und französische Angriffe ab, besonders im Jahr 1915. Die hier begrabenen Soldaten, es handelte sich um Ulanen, starben im April 1915. Er ist einer der wenigen ursprünglichen Friedhöfe auf dem Hartmannswillerkopf, die von den Deutschen als endgültig angesehen wurden. Als er 1915 angelegt wurde, ähnelte er jedoch noch vielen anderen provisorischen Friedhöfen mit Gräbern, die mit Holzkreuzen geschmückt waren. Alle 35 Stelen, die hier aufgestellt wurden, sind unterschiedlich. Die Originalität dieses Friedhofs liegt gerade in dieser Individualität der Gräber. |                                            |
| Rumänischer Soldatenfriedhof in Soultzmatt | Lage     | Soultzmatt                                       | Haut-Rhin          | Der 1924 durch König Ferdinand I. von Rumänien eingeweihte Friedhof ist der größte rumänische Militärfriedhof in Frankreich. Rumänische Kriegsgefangene wurden hier begraben. Nach dem Krieg wurden Verstorbene von anderen Friedhöfen hierher umgebettet. |                                            |
| Französischer Soldatenfriedhof Germania | Lage     | Stosswihr                                        | Haut-Rhin          | |                                            |
| La nécropole nationale de Moosch | Lage     | Moosch                                           | Haut-Rhin          | |                                            |
| Deutsche und Französische Grabsteine und Gräber von le Petit Donon | Lage     | Wisches/Grandfontaine / Hersbach                 | Bas-Rhin           | |                                            |
| Quelle: |          |                                                  |                    | |                                            |